# Micocoulier de Provence
 (décembre 2019).
Celtis australis
Espèce
Classification APG III (2009)
Statut de conservation UICN

 LC  : Préoccupation mineure
Le Micocoulier de Provence ou Micocoulier du Midi (Celtis australis) est une espèce de plantes à fleurs de la famille des Cannabaceae (anciennement aux Ulmaceae). C'est une essence subtropicale et de climat tempéré doux. 
Son fruit est comestible et son bois était réputé pour de nombreux usages. C'est une espèce en déclin en Europe.

## Description

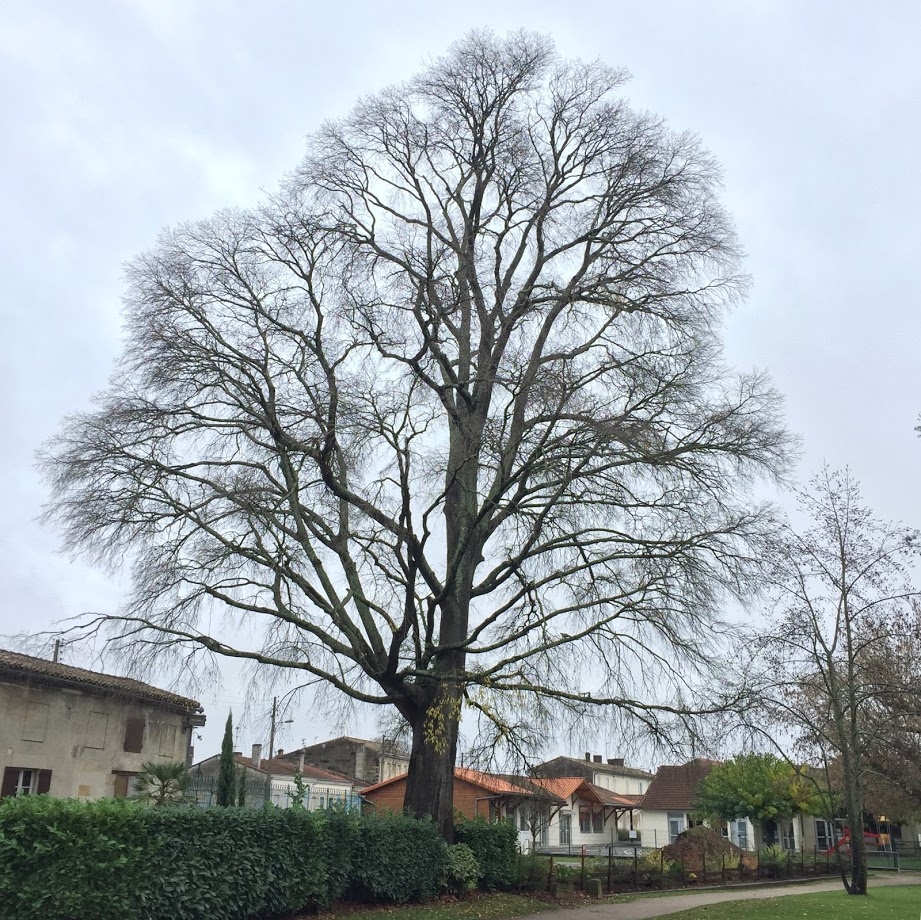
Port hivernal, ici au parc de l'épinette à Libourne (Gironde, Nouvelle Aquitaine).

Le micocoulier est un arbre à feuilles caduques aujourd'hui apprécié comme arbre d'ornement dans le paysage méditerranéen où il peut vivre jusqu'à 600 ans.
Au fur et à mesure de son développement, il prend un port arrondi et étalé et peut facilement atteindre 15 à 25 m en hauteur (30 m plus exceptionnellement) et 8 à 10 m en diamètre dans son milieu d'origine (Europe du Sud et Asie mineure). Dans les régions fraîches, il garde cependant une petite taille.
Élancé et régulier, le tronc qui atteint facilement 1 m de diamètre, montre à la base d'importants contreforts. Son écorce grisâtre, marquée de protubérances, ressemble à celle du hêtre. Mais elle n'est jamais aussi rugueuse et boursoufflée (avec l'âge) que celle de son cousin le micocoulier de Virginie.
Les branches se terminent par des rameaux flexibles, un peu en zigzag et pendants, disposés dans un même plan, comme les feuilles, disposées en deux séries diamétralement opposées.

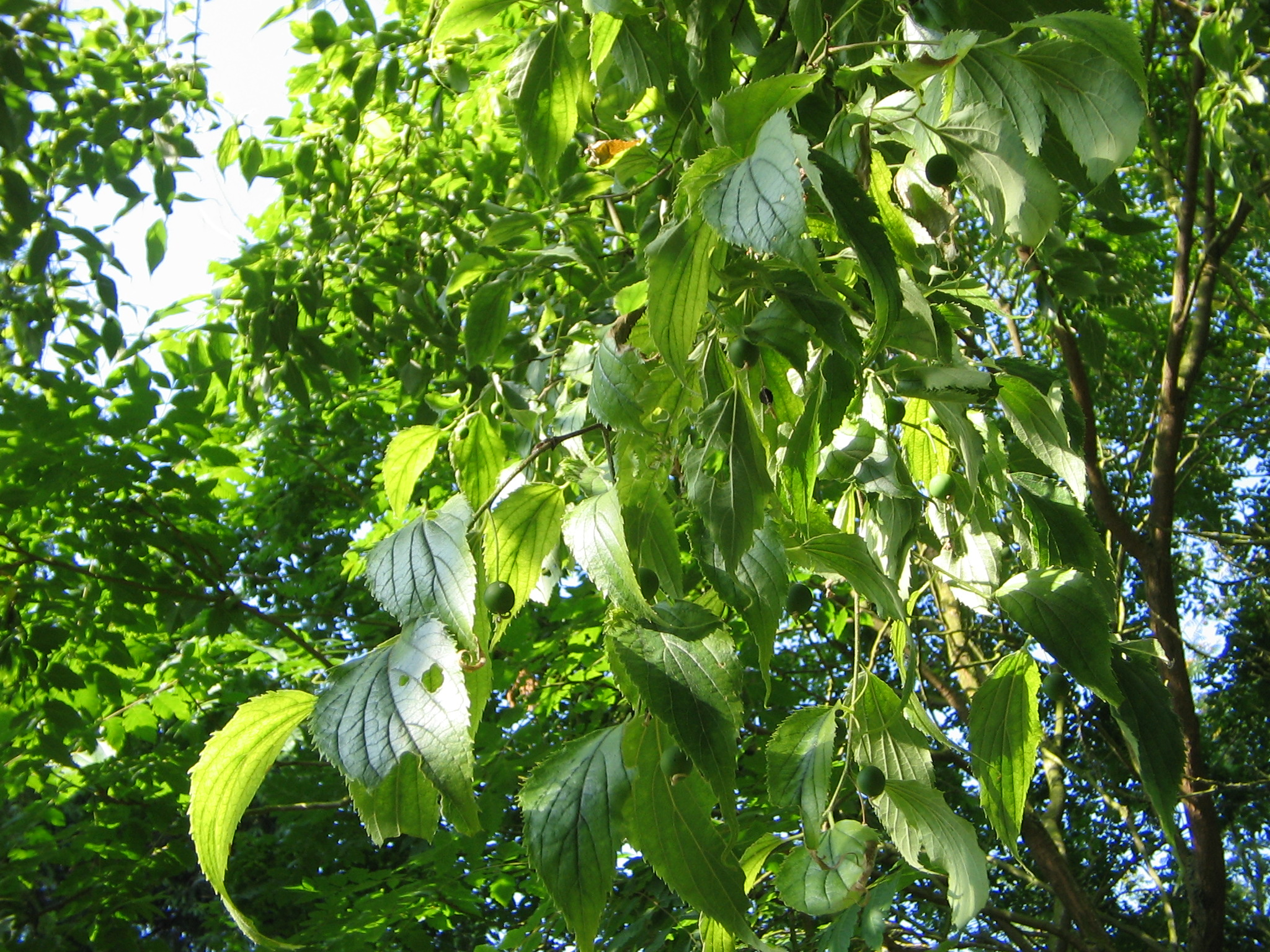
Rameau de micocoulier avec jeunes fruits (dits « Lladoun » dans le Roussillon et en catalan).

Ces feuilles asymétriques à leur base, ovales, dentées et alternes sont rêches et ont trois nervures partant de leur base. Leur forme évoque celle de la feuille de l'ortie, le nom anglais le plus courant de l'arbre est d'ailleurs nettle tree (« arbre-ortie »).
Cet arbre monoïque produit, au printemps, de petites fleurs vertes hermaphrodites pollinisées par le vent.
Les fruits sont charnus et comestibles, très appréciés par la faune. On nomme ces drupes (de 10 à 12 mm de diamètre) des micocoules (ou « Lladoun » dans le Roussillon et en Catalan, en référence au nom catalan du micocoulier qui est « Lladoner »). Leurs caractéristiques physiques varient selon les régions et les contextes, mais à titre d'exemple, pour des fruits bien mûrs récoltés en Turquie à Kastamonu, la micocoule était en moyenne longue de 9,34 mm, pour un diamètre de 8,07 mm, un volume de 277 mm3 et un poids de 0,233 grammes.

L'observation de fruits humidifiés montre que quand la teneur en eau croît de 15,25 % à 50,42 %, la densité apparente du fruit diminue de 595,1 à 535,9 kg/m3, la densité du fruit passant de 826,1 à 1105,9 kg/m3 .

## Espèces hôtes
L'arbre nourrit notamment les larves (chenilles) de lépidoptères dont celles de Hestina persimilis (en) et, plus rarement, celles de la Grande Tortue (Nymphalis polychloros) et de l'Échancrée (Libythea celtis).
Au milieu du XXe siècle, notamment dans la région de Banyuls et à Sorède en particulier où toutes les vielles souches en contenaient, les naturalistes constatent que les souches anciennes et vieux troncs de Micocoulier de Provence sont de plus en plus souvent colonisés par des termites (Kalotermes flavicollis Fab. et Beticulitermes lucifugus L., deux espèces que l'on trouve aussi dans les vignes de la région où elles font alors localement d'importants dégâts),.

## Sylviculture
Le micocoulier est un arbre de croissance rapide. Il apprécie les sols humides bien drainés (sableux ou limoneux) y compris les sols pauvres ; il peut tolérer la sécheresse, mais pas l'ombre. Le climat méditerranéen est particulièrement adapté mais il peut tolérer un climat plus froid (USDA Zone 7B) s'il n'est pas exposé à des longues périodes de gel.
Il se reproduit aussi bien par semis que par boutures.

## Répartition géographique

Aire de répartition du micocoulier de Provence.
Légende :
: Aire d'origine et répartition naturelle.
✖ : Population isolée.
▲ : Population introduite (par synanthropie).

Son aire d'origine semble être un étroit ruban presque circumméditerranéen (en vert sur la carte), ce qui pourrait influencer la génétique de l'espèce (encore mal cernée, mais quelques études ont été faites, par exemple en 2011 pour Celtis australis L. et Celtis occidentalis L. en Égypte). Cette essence des climats subtropicaux à tempérés doux est également aujourd'hui retrouvée sur une aire plus large, dont en France où il a été introduit un peu partout dans sa moitié sud ; et bien plus loin, des contreforts de l’Himalaya en Inde jusqu'au Pakistan.

## Utilisation
L'espèce ne semble pas avoir été exploitée médicalement, mais son fruit est nutritif, et on a montré que cet arbre produit des flavonoïdes .

### Bois d'artisanat, d'industrie et de chauffage
Tandis que son bois à la fois dur, résistant et souple convient parfaitement à la confection de manches d'outils, de cannes (à marcher) ou d'avirons, ses branches remarquablement élastiques fournissent un matériau particulièrement adapté à la fabrication de manches de fouet, sticks, cravaches, instruments de musique, roues de charrette et cannes à pêche.
Pour certains de ces emplois, l'arbre était arrosé pour en accélérer la croissance. Pour le tressage du bois, les branches sont fendues pour n'en conserver que le pourtour dont les lamelles sont encore assouplies à la vapeur avant d'être tressées.
L'industrie du bois de micocoulier était très développée en Italie et dans le Roussillon en France au XIXe siècle et localement jusque dans les années 1920. Elle a décliné au début du XXe siècle face à la concurrence italienne qui disposait d'une qualité de bois supérieure, puis en raison du recul de l'utilisation des chevaux et de l'apparition du plastique et d'autres substitut au bois de micocoulier.
Il subsiste à Sorède, dans les environs de Perpignan, un atelier qui est peut-être le dernier au monde à travailler le micocoulier comme on le faisait dès le XIIIe siècle dans la région notamment pour fabriquer des cravaches. Tandis qu'à Sauve, dans le Gard, le micocoulier est encore cultivé pour la fabrication traditionnelle des fourches,,. 
La racine fournissait une teinture jaune.

### Usages alimentaires
« Les bourgeons floraux, les jeunes feuilles et les jeunes micocoules (dont le noyau n'est pas encore lignifié) ont un goût très agréable rappelant la noisette et peuvent s'ajouter aux salades ».
Verts, les fruits sont assez acides, mûrs et devenus brun foncé, ils sont sucrés et acquièrent un goût de pomme caramélisée. Ils sont utilisés pour fabriquer des desserts et des produits de boulangerie. Récoltés très mûrs, ils ont surtout servi à aromatiser une eau-de-vie. En Provence, on en fait encore des confitures, et ils entrent dans la composition de crèmes pour le corps et/ou les mains.
Des fruits (mésocarpes) bien mûrs récoltés en Turquie à Kastamonu ont fait l'objet d'une analyse nutritionnelle par FikretDemı & al. en 2002. D'autres analyses nutritionnelles et physico-chimiques ont été faites en 2017 sur des feuilles et fruits collectés en Croatie. Leurs teneurs en eau, en fibres totales, en protéines, en vitamines, en minéraux et phénols ont été mesurées, concluant que le micocoulier bien que peu utilisé dans l'alimentation est une source potentielle « précieuse de fibres alimentaires, de protéines et de vitamines, et de pigments tels que la lutéine, le -carotène, la zéaxanthine et les tocophérols ». Les taux de phénols et de divers éléments varient dans les feuilles et les mésocarpes selon leur stade de croissance. Des propriétés antioxydantes, faiblement antimicrobiennes et antifongiques ont été mises en évidence dans les extraits aqueux et éthanoliques de fruits et de feuilles, avec d'importantes différences selon le stade de croissance, probablement notamment liés à l'épicatéchine, l'acide gallique, l'acide vanillique, du 3,4-dihydroxybenzaldéhyde, de la delphinidine-3,5-di-O-glucoside, de la cyanidine-3,5-di-O-glucoside et de la pélargonidine-3,5-di-O-glucoside ; l'extraction des molécules antioxydantes était plus efficace à l'eau pour le mésocarpe, mais bien plus efficace dans de l'alcool à 70% pour les feuilles, et ce sont les feuilles collectées en octobre qui en contenaient le plus. Les auteurs recommandent d'autres études pour expliquer l'activité de ces extraits éthanoliques.

### Alimentation animale
Le feuillage pouvait servir de fourrage autrefois.

### Utilisations paysagères

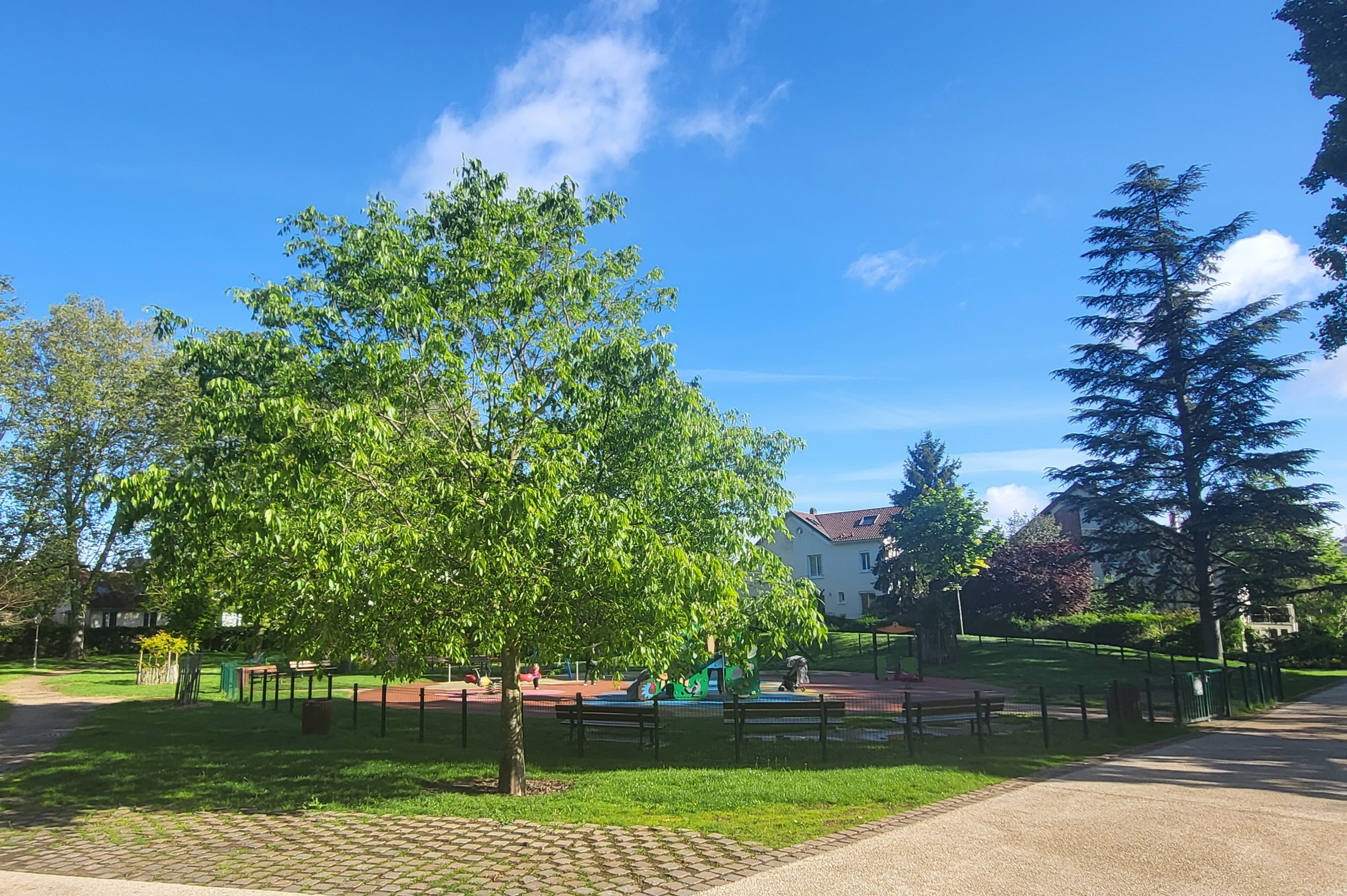
Micocoulier de Provence installé récemment dans un square de la région parisienne

Réputé résistant à la pollution, on l’utilise comme arbre d'alignement ou comme arbre d’ornement en Europe, et il l'était depuis longtemps dans les communes du sud de la France. Il est aussi planté plus au Nord, comme dans les rues de Paris où il est devenu commun. Il est aussi utilisé dans les travaux de restauration et de sécurisation des sols dégradés.

## Micocoulier et pollution
En 2016, sous serre et durant 6 mois, des plants de micocouliers (Celtis australis L.) âgés de 1 an ont été plantés dans des sols à taux élevés de plomb (Pb) et de cadmium disponibles, et irrigués par des eaux contaminées en ces deux métaux (0,15 ou 30 mg/L de Pb et/ou 0 ou 5 mg L/1 de Cd. Ils ont été comparés entre eux et à un groupe témoin non exposé. Les racines ont capté ces 2 métaux, rapidement retrouvés dans les feuilles. Des effets et interaction biologiques (avec synergies aggravantes quand les deux métaux sont conjointement présents) ont été constatés : diminution de croissance des feuilles, de leur photosynthèse, de leur valeur SPAD (Soil and plant analysis development), de leur conductance de l'eau, ainsi que des symptômes chlorotiques et nécrotiques, accompagnés d'une augmentation de la proline et des sucres solubles dans les feuilles (surtout lors de l'interaction de 5 mg L -1 Cd et 30 mg L -1 Pb dans cette expérience). Mais les plants ont résisté à ces niveaux de pollution de l'eau, faisant conclure que cette essence est « relativement tolérante à des niveaux élevés de Pb et de Cd ».
En 2017, une étude a mesuré les taux de métaux lourds dans des échantillons de feuilles lavées, branches et écorces de micocoulier (en les comparant avec une analyse de sol local) dans 40 localités différentes de la région d'Istanbul en Turquie. Une corrélation directe a été trouvée entre l'accumulation de métaux lourds par l'arbre et l'intensité de la pollution de l'air et du sol, la densité du trafic et la proximité de l'arbre avec un bord de route. Des taux élevés de Pb (14,90 ± 2,96 µg/g), de Cd (0,65 ± 0,13 µg/g), de Cu (cuivre) (19,94 ± 1,17 µg/g) et de Zn (Zinc) (42,53 ± 3,08 µg/g) ont été mesurés dans feuilles de micocoulier les plus exposés à la pollution routière. Selon les auteurs le micocoulier (et son écorce notamment) peut être utilisé pour la biosurveillance de la pollution, pour au moins 4 métaux toxiques (Cd, Cu, Pb et Zn) ; les feuilles accumulent peu le cadmium (0,30 ± 0,06 µg/g) et le cuivre (5,99 ± 0,21 µg/g) par rapport au bois et à l'écorce, et les branches bioaccumulent moins le plomb (1,19 ± 0,12 µg/g) et le zinc (14,34 ± 0,71 µg/g) que les autres parties de l'arbre analysées.

## Espèce en déclin
Au XXe siècle, bien qu'utilisée comme arbre urbain hors de son aire naturelle de répartition, cette essence est globalement en recul en Europe. Comme le platane, il pourrait être vulnérable à de nouveaux pathogènes. Plusieurs espèces de termites se sont montrées capables de l'attaquer en France, et dans le bois de micocouliers dépérissant des bactéries de types phytoplasme (phytopathogène liés à la jaunisse de l'aster et à diverses maladies de végétaux) ont été trouvées. L'analyse génétique de ces souches a montré qu'elles appartenaient à deux sous-groupes apparentés au groupe aster yellows (16SrI). Ces bactéries étaient déjà présentes dans les plants de micocouliers (symptomatiques et asymptomatiques), et elles ont été retrouvées dans tous les échantillons de racines collectés en hiver. Des phytoplasmes du groupe de la maladie du pêcher X (16SrIH) ont aussi été trouvés (dans quatre de 10 échantillons de racines), ainsi que des phytoplasmes du groupe des jaunisses de l'orme (16SrV) (dans 5 échantillons de racines).

## Micocoulier, archéologie et paléoclimats
On a récemment (2018) étudié les changements moléculaires et isotopiques survenant durant la combustion ou carbonisation de différentes parties (bois, feuilles) du Micocoulier de Provence. Ce dernier contient des cires constituées de lipides qui sont notamment des n-alcanes et des acides n-alcanoïques (gras). Or, les n-alcanes résistant mieux à la dégradation microbienne que leurs précurseurs lipidiques comme les acides gras, ils sont utilisés comme biomarqueurs pour reconstruire l'histoire végétale passée (et donc les changements climatiques) via l'étude des sédiments. Le Micocoulier produit au feu une matière organique se conservant bien dans les « couches noires archéologiques ».

## En littérature et dans la culture

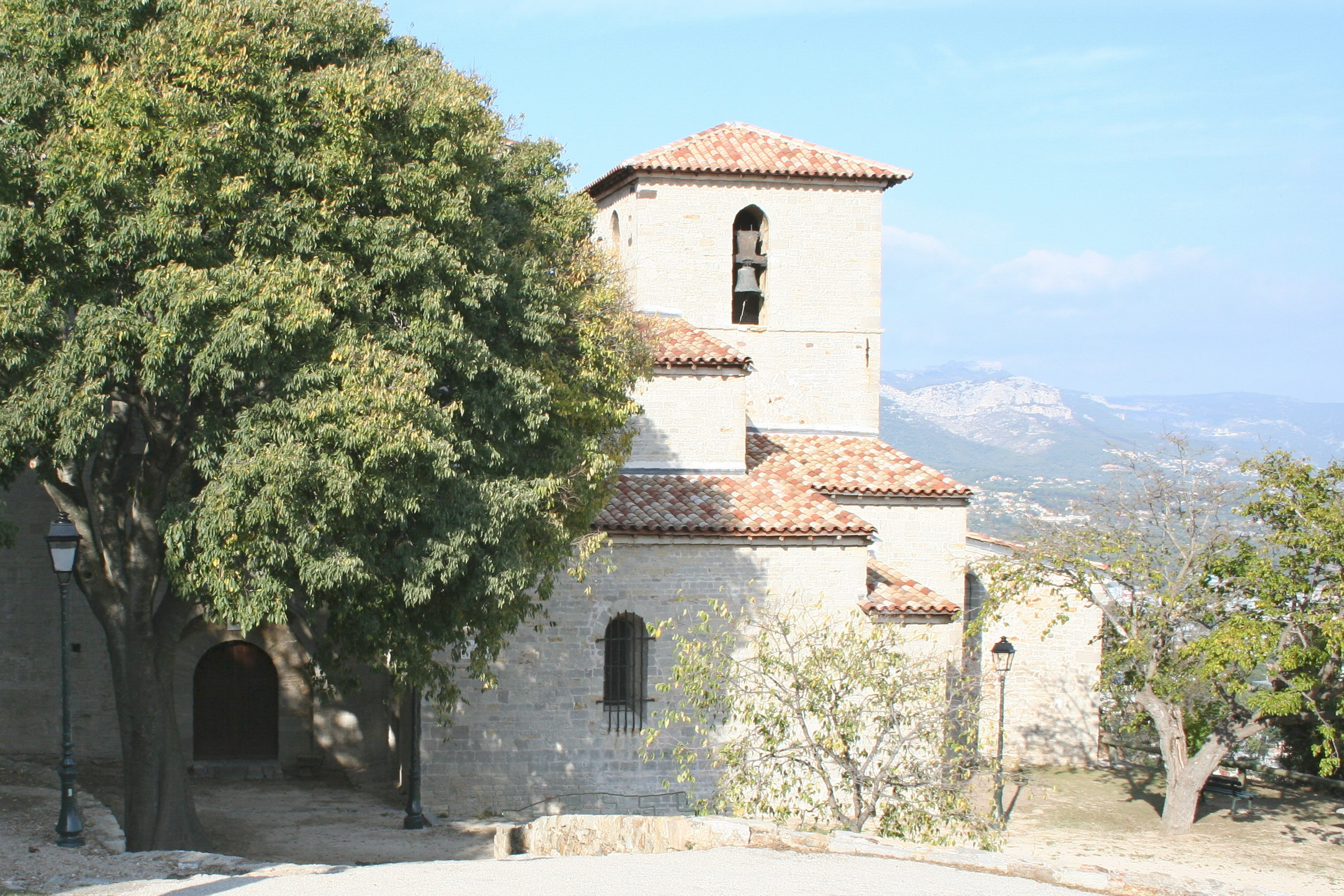
La collégiale Saint-Pierre, parfois appelée aussi église Saint-Pierre-aux-Liens, à Six-Fours-les-Plages (Var, Provence maritime), avec son grand micocoulier centenaire ombrageant son entrée actuelle.

On l'a vu, en Provence on utilise encore le micocoulier, son bois et ses fruits. « Le micocoulier y dispute au platane son caractère universel et emblématique de la Provence des villages », alors même qu'il y est probablement plus ancien que celui-ci. L'un et l'autre y sont en tout cas bien appréciés pour leur ombrage dense et frais dans les pays de soleil subtropical, et du fait que son pollen est moins allergisant que celui d'autres essences, ainsi que par la qualité de son ombre, il fait partie de ce qu'on appelle en Provence les « arbres à sieste ». Sur les places des villages provençaux, ou près de l'église, trônent souvent un ou plusieurs micocouliers centenaires, comme c'est par exemple le cas de la collégiale Saint-Pierre à Six-Fours-les-Plages.
La littérature provençale témoigne d'ailleurs à l'envi de la place importante voire centrale qu'occupe le micocoulier dans les modes de vie et la culture des Provençaux, et d'abord dans l’œuvre du chantre de la Provence Frédéric Mistral, et à plusieurs reprises dans de nombreuses créations, au premier rang desquelles son poème épique et grand'œuvre  Mirèio (Mireille). D'ailleurs, la maison de Mirèio et de ses parents, où elle rencontrera Vincèn (Vincent) et l'aimera immédiatement, s'appelle le Mas dei Falabrègo (soit « le Mas des Micocoules »), [voir la section Mireio de l'article consacré à la littérature provençale].

## Galerie

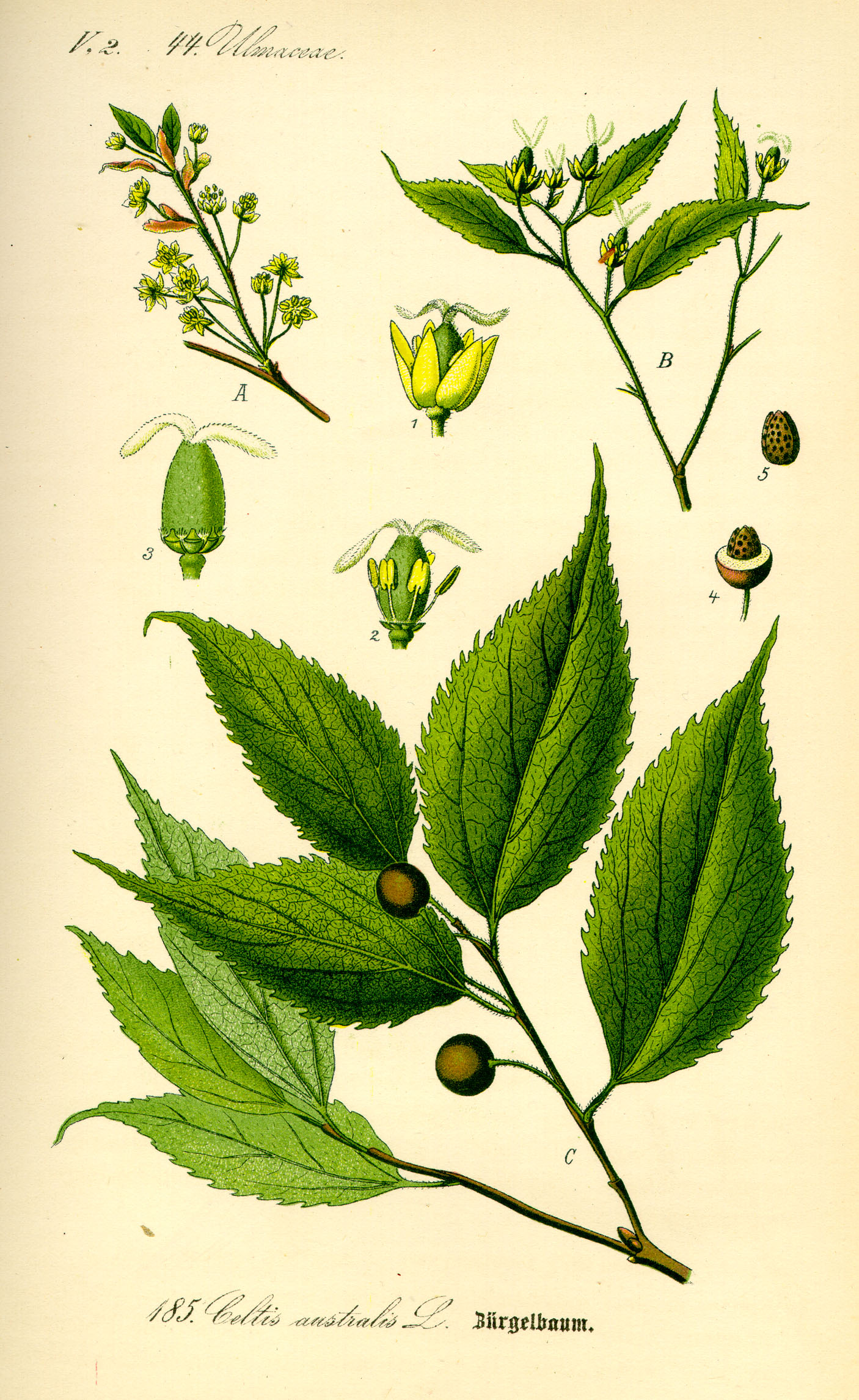
Illustration de Thomé, 1885, Flora von Deutschland
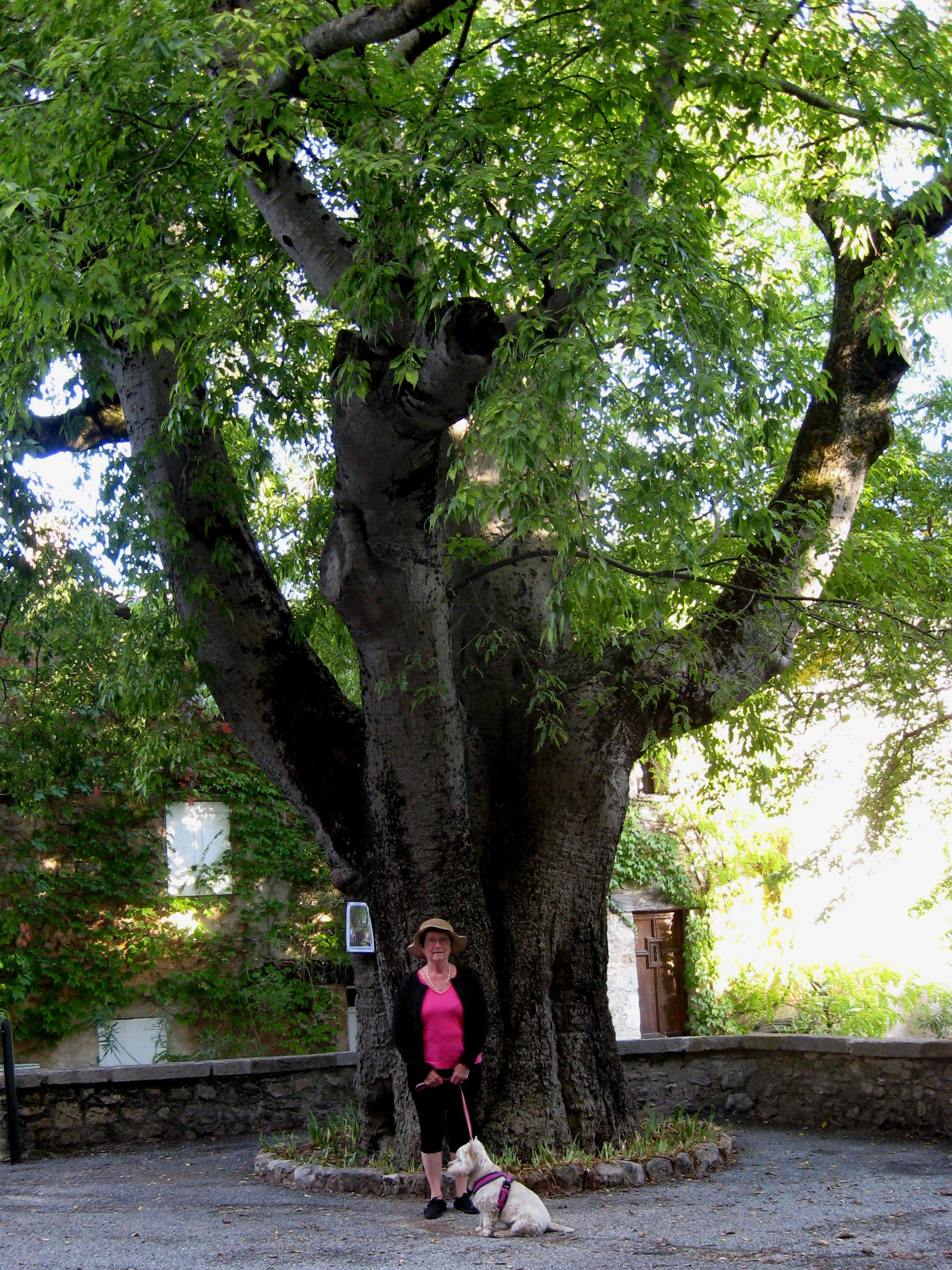
Grand micocoulier planté en 1560 devant l’église de Fox-Amphoux dans le Haut-Var Verdon.
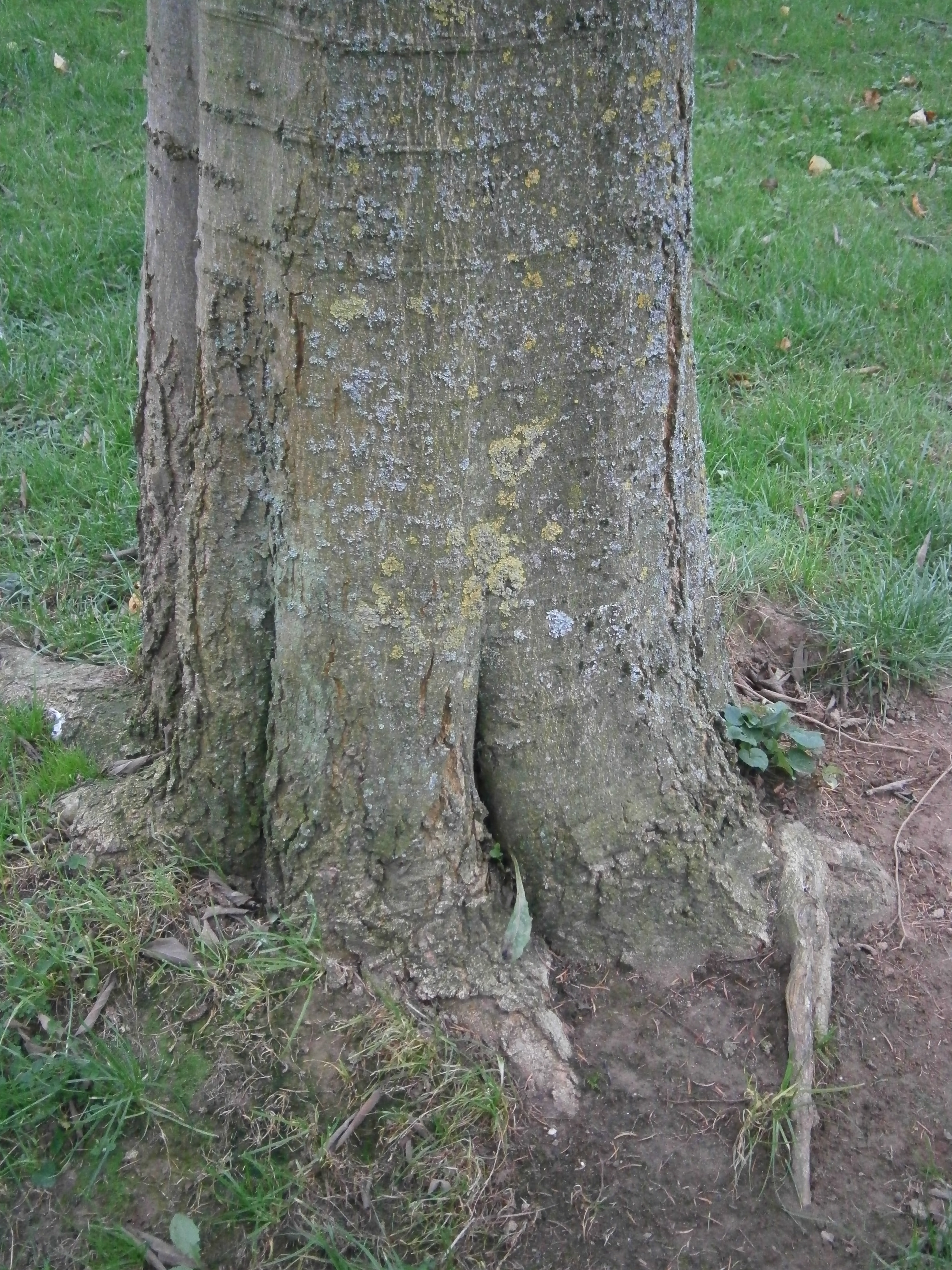
Contreforts racinaires
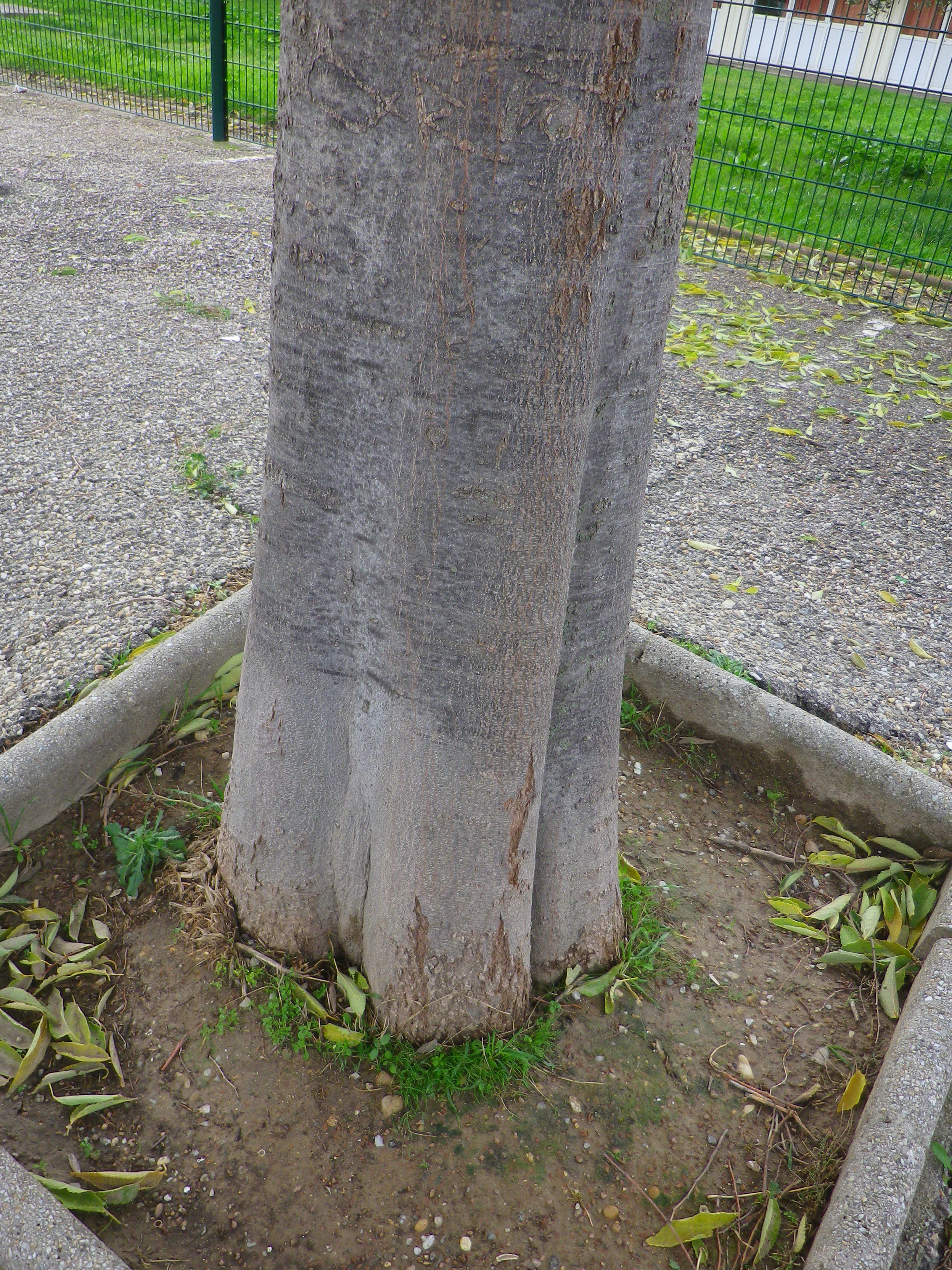
Écorce
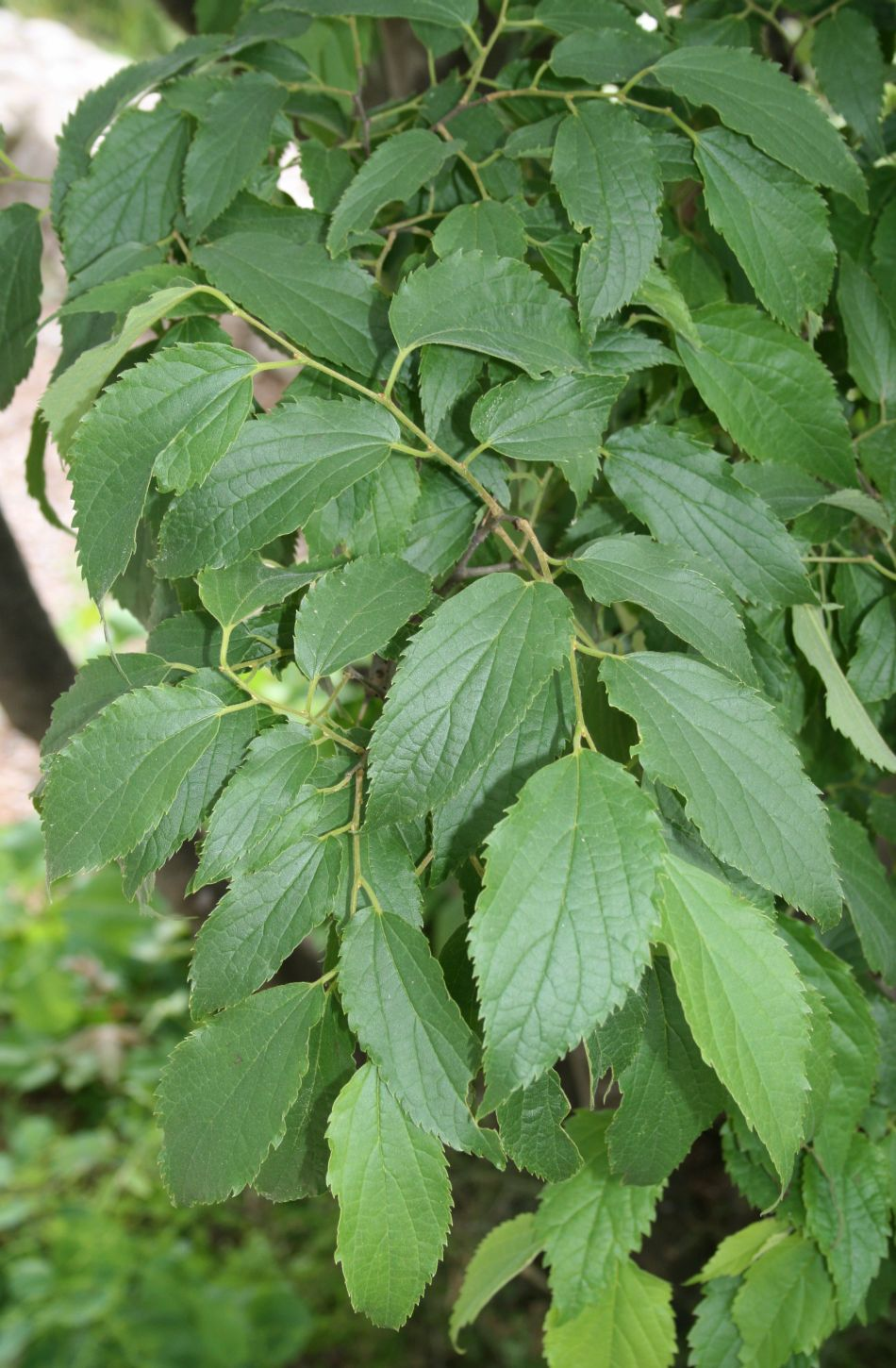
Feuilles
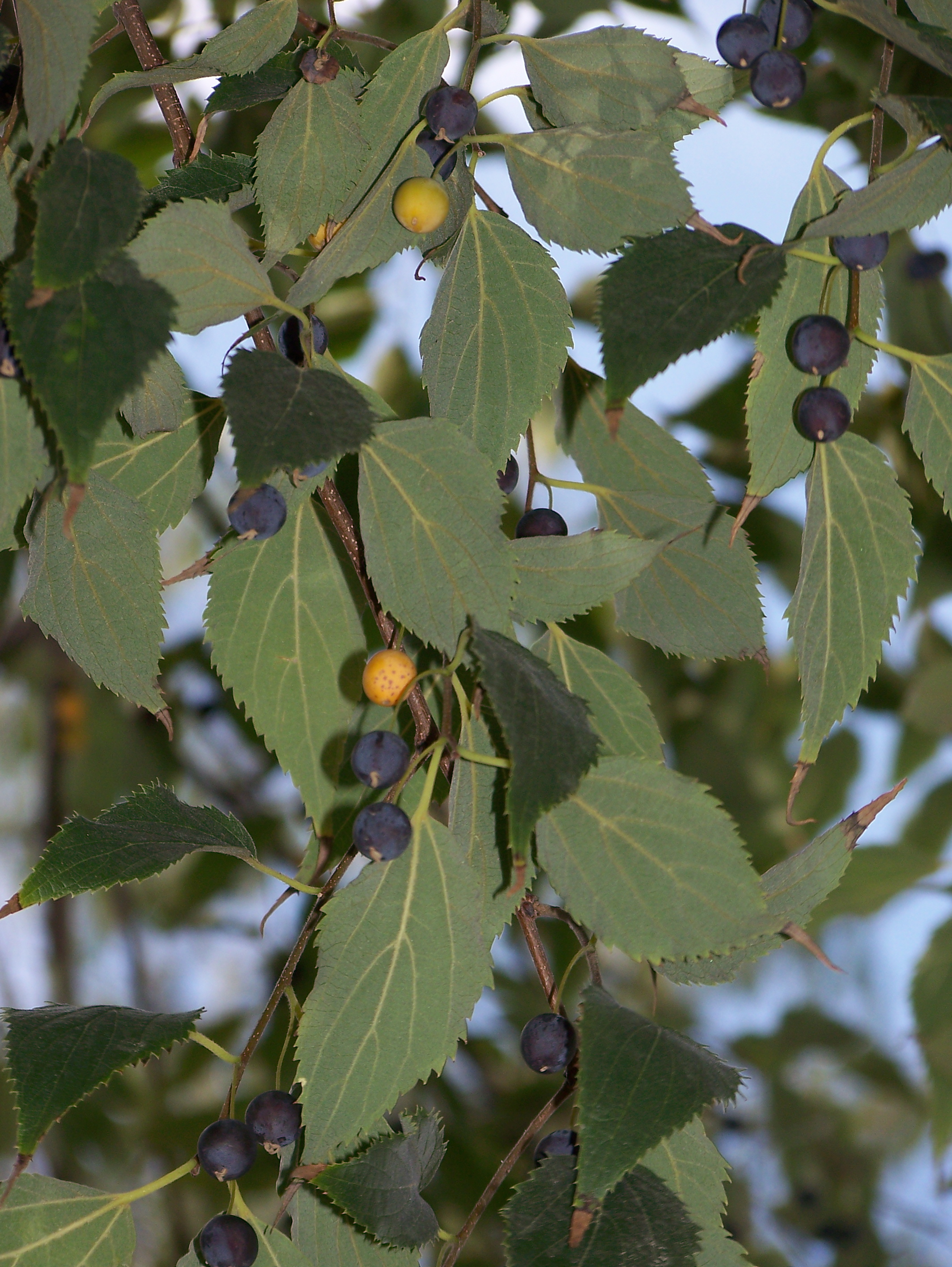
Feuilles et fruits mûrs
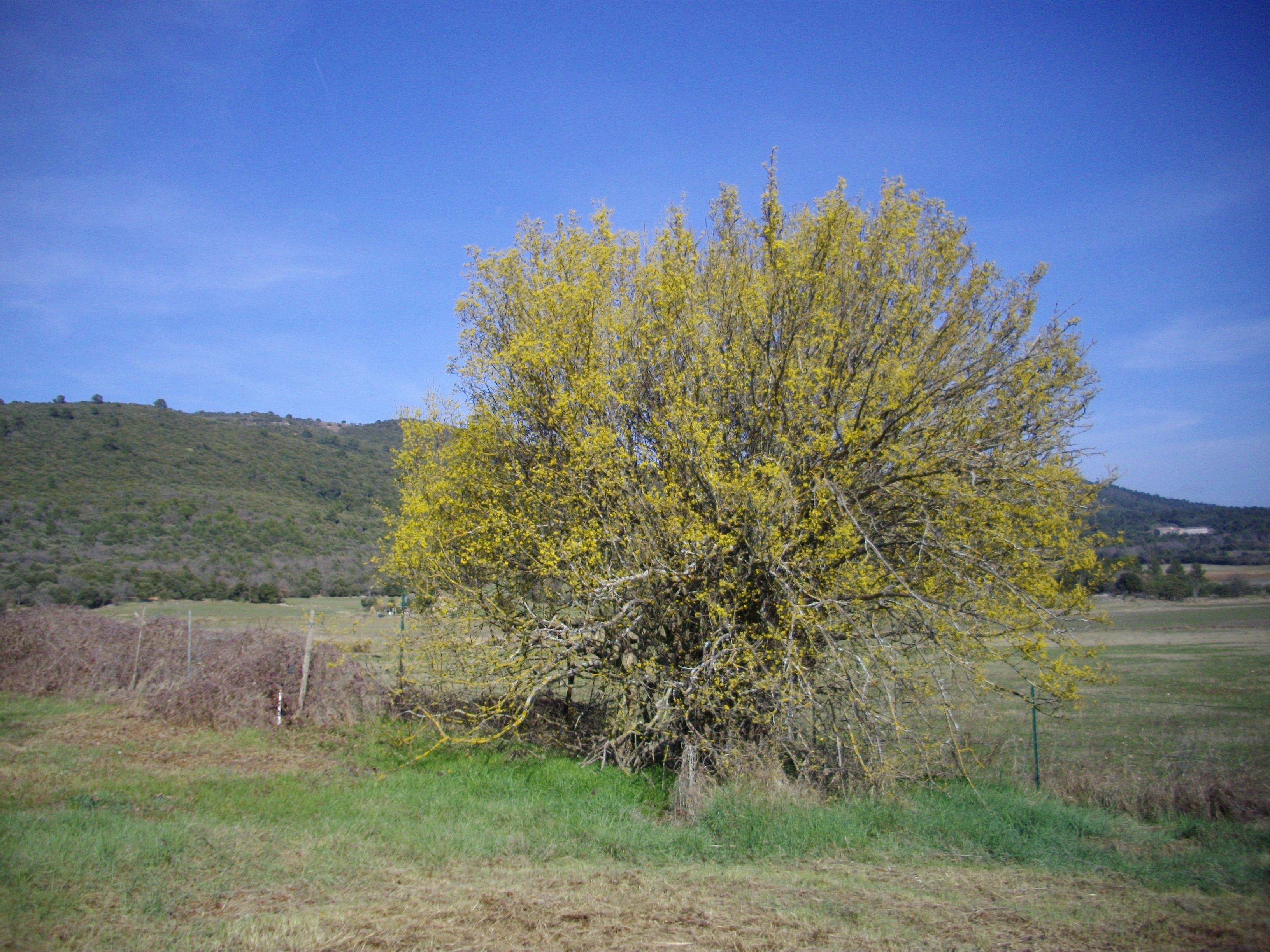
Micocoulier en fleurs
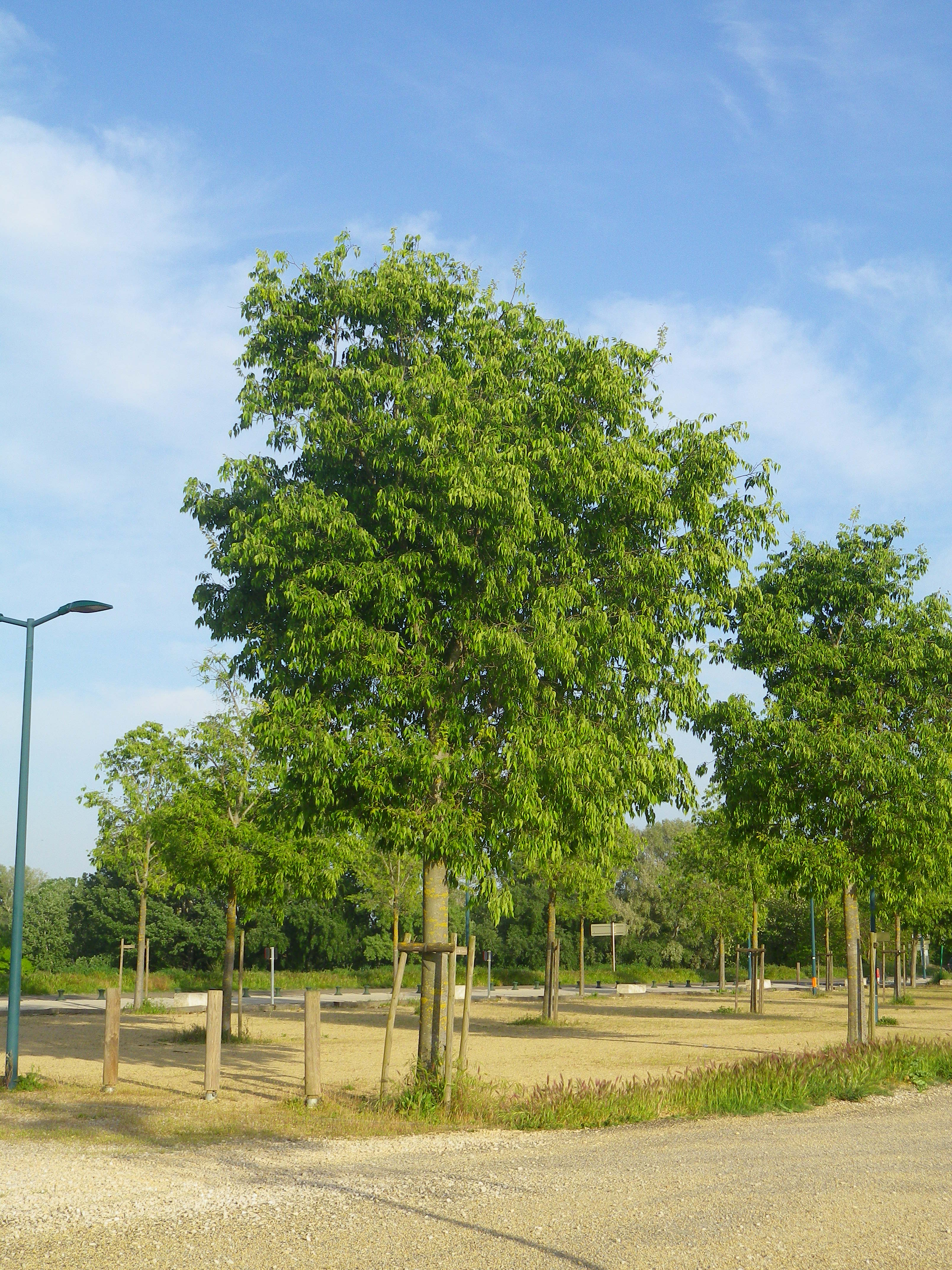
Jeune sujet au mois d'avril
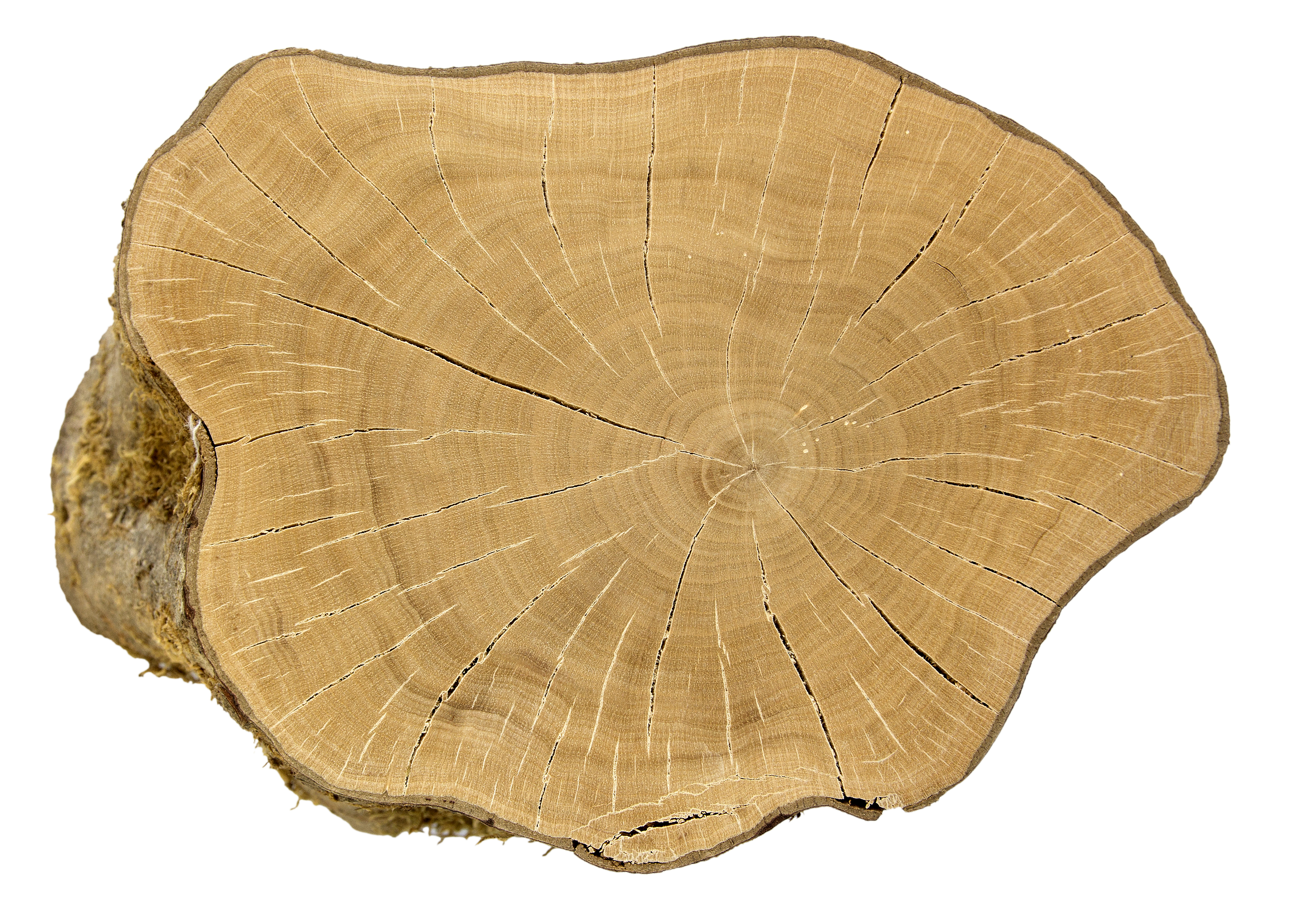
Celtis australis - MHNT